# 陳筱靖
陳筱靖（簡稱：筱靖；1983年2月12日—），香港商人、女演員、主持人、以及模特兒。

## 生平
陳氏於1983年2月12日在廣州出生，在加拿大長大，爺爺陳培為中國酵母引進之父，把法國酵母引入中國第一人，得到國務院頒發終身成就獎；2007年陳氏返港后參加由亞洲電視舉辦的2007亞洲小姐競選，並晉身港澳特區賽區12強。隨后加入亞洲電視，曾為亞洲電視合約藝員。曾擔任仁美清敘公關，以及亞洲會副秘書長和形象大使，及香港青年聯會會董。
2010年7月31日，亞洲電視因其推演《青春無敵Free D水運會》，表示與𡃁模不同等級，其後又把亞洲電視藝員及營運科發給她的警告信刊登於其微博，遭亞洲電視解約。 事隔半年，於2011年4月她回歸亞視﹐重新簽約成為旗下藝人，參與尋找百姓家演出。其後於2011年9月16日報章刊出一則新聞，內容談及陳氏下巴何以突然變尖，她否認整容。
回歸四年內陳氏參與更多節目的演出，包括微博天下，星動亞洲主持；最轟動為亞視反對政府發牌，安排她為大會主持人，全港現場直播，高達70萬人觀看；2015年，亞洲電視陷入財政狀況困難，報導指陳氏講出「出糧是天經地義」，被亞視雪藏及後與亞洲電視正式解除合約。離開亞視後陳氏發展不俗，除擔任藝人以外，其家族生意利德統一食品得到捷榮咖啡中國代理權，更出任中國捷榮烘培產品總代理公關宣傳總監。
2016年初，陳氏進軍飲食界，七位數字投資打造德國品牌餐廳雪（德文：Schnee），於香港銅鑼灣，筲箕灣開設店舖，同年以餐廳名義參與不同大型美食展會，如夏季美食展，冬季美食展，美酒佳餚節，海洋公園及舉行的Chill品酒節等等；同時陳氏更代理多種德國品牌的手工啤酒，又在多個訪問中分享生意之道，投資心得。

## 演出作品
| 電視劇（亞洲電視） | 電視劇（亞洲電視） | 電視劇（亞洲電視） | 電視劇（亞洲電視） |
| ------------------ | ------------------ | ------------------ | ------------------ |
| 年份               | 劇名               | 角色               | 性質               |
| 2010年             | 法網群英           | Mable              | 配角               |
| 2014年             | 女神辦公室         |                    |                    |
| 2014年             | 重案行動組         |                    |                    |

### 電影
- - 志明與春嬌 飾 化粧店客人 (2010)
  - 單身男女2  飾 古天樂秘書 (2013)

### 資訊節目
- - 亞洲電視
  - 色戒背後的故事 (2007)
  - 台海和平與戰爭 (2008)
  - 莊世平特輯 (2008)
  - 方草尋原5 (2009)
  - 草本茗家 (2010)
  - 世博年漫遊長三角 (2010)
  - 星級享受之旅 (2010)
  - 微播天下 (2011-2012)
  - ATV人氣春晚 唱红亞洲 (2013)
  - ATV 人氣春晚 唱红亞洲 (2014)
  - 飲食天王頒獎典禮 (2014)

### 綜藝節目
- 亞洲電視
  - 夏日繽紛水樂園之古兜旅遊特輯 (2008)
  - 樂壇風雲50年—Joce lee wedding party (2008)
  - 識飲識食識香味 (2008)
  - Shopping@tv直銷節目 (2008)
  - 生活著數台—外景主持 (2009)
  - 香港亂噏 (2009)
  - 財神到 (2009-2010)
  - 亞洲星光大道初賽評判 (2009)
  - 韶關佛教文化節晚會—嘉賓 (2009)
  - 台灣88水災關愛行動 (2009)
  - 香港亂嗡 1&2 (2009)
  - 財神到 (2009)
  - 大角嘴廟會—晚裝catwalk show (2010)
  - 廣州萬菱廣場廣告雜誌 (2010)
  - 星級享受之旅 (2010)
  - 尋找百姓家 (2011)
  - 馬爾代夫好味道 (2011)
  - 亞洲小姐{最具氣質小姐}獎項評委之一 (2011)
  - 亞洲電視55週年北京台慶表演嘉賓 (2012)
  - 亞洲電視55週年香港台慶表演嘉賓 (2012)
  - 愛潮流 主持 (2013)
  - 星動亞洲 主持 (2013-2014)
  - 亞洲小姐瑰丽巡游 台灣 (2013)
  - 亞洲小姐瑰丽巡游傳奇回顧 (2014)
  - 台灣自由自在食住行 主持 (2014)
  - 開心詞堂 主持 (2014)
  - 女人不设防 主持 (2014)
  - 浙江衛視 {我不是明星} 助陣嘉賓 (2014)

### 廣告
- 百佳廣告 (聖誕版) (2007)
- casablanca 床上用品小知識廣告特輯 (2009)
- 家居飾品．匯聚萬菱廣場廣告雜誌 (2010)
- 2009亞洲小姐競選-必瘦站廣告 (2009)
- VC 有機護膚品壹傳媒宣傳片 (2010)
- 博愛棕櫚島高爾夫球會頒獎典禮 (2010)
- 深圳唐拉雅秀廣告--代言人 (2013)
- 亞姐睇樓--十里銀灘碧貴園廣告雜誌 (2013)

### 活動主持
- 藍地球協會慈善公益天使以及大會嘉實主持人 (澳門) (2007)
- 2008 亞洲小姐競賽啟動儀式大會主持(國語) (2008)
- 中國殘奧運會啟動儀式大會主持(國語)  (2008)
- 2009亞洲小姐競選必瘦站頒獎  (2009)
- 2009亞洲小姐競選必瘦站會見記者會 (2009)
- 仁美清敘 重組記者會  (2009)
- 澳門回歸十週年--濠江晚會  (2010)
- HongKong apps grand openning 大會司儀 (2010)
- 澳門Columbia開幕典禮大會司儀  (2011)
- Yeasbeauty 開幕典禮大會司儀 (2011)
- 亞洲電視55週年之{邂逅韓燕}畫展主持 (2012)
- 香港工商界熱烈歡迎神州九號載人航天代表訪港團午宴 大會司儀 (2012)
- 廣州紅棉國際服裝節大會主持以及表演嘉賓 (2012)
- 第十届全球華语大学生影視頒獎禮 大會司儀 (2013)
- 大角嘴廟會婚紗秀 嘉賓 (2014)
- 七一回歸九展慶祝活动主持 (2014)
- 港丰國際集團週年晚宴 (2014)

### 宣傳片
- Abort改名 (2008)
- 中秋節 (下集) (2008)
- 情人節promo  (2008)
- 亞洲星光大道招募  (2009)
- 娛樂開Chat (2009)

## 外部連結
- 亞視官網介紹
- 陳筱靖微博
- 陳筱靖 BeautyExchange blog （页面存档备份，存于）
- 陳筱靖 facebook
- 陳筱靖 instagram （页面存档备份，存于）